# 达·伽马城
瓦斯科·达伽马城（英語：Vasco da Gama，/ˌvæskoʊ də ˈɡæmə/），通常简称为瓦斯科（Vasco），是印度西海岸的果阿邦最大的城市，也是莫尔穆加奥地区的首府。这座城市以葡萄牙探险家瓦斯科·達伽馬来命名。它位于莫尔穆加奥半岛的西部，位于祖阿里河河口，距离果阿邦首府帕纳吉约30（19英里），距离果阿國際機場约5（3.1英里）。
这座城市始建于1543年，一直被葡萄牙人统治直到1961年，从此果阿不再是葡萄牙领土。于1888年建造的莫尔穆加奥港口仍然是亚洲繁忙的航运港口之一。时至今日它也是印度的主要港口之一，据说约有三分之一的矿石经此处出口运往世界各地，建造海军或海岸警卫队等船只的果阿造船厂的造船船舶工业也于1957年（葡萄牙统治时期）建造。该城市最初建在港口附近，现在这个地区有驳船修理场Estaleiros Navais de Goa及其相关的船舶制造工业。印度海军在莫尔穆加奥地区也有显著存在的力量，其庞大的基地，以及对果阿國際機場及其周围争议地区的控制权。

## 历史
这个城市位于葡属印度，以著名葡萄牙探险家和航海家瓦斯科·達伽馬（葡萄牙印度总督的头衔）命名，是莫尔穆加奥区的首府。城市于1543年建立，一直被葡萄牙人统治直到1961年，1961年果阿并入印度，至此葡萄牙失去了葡属印度的管辖权。
維迪蓋拉的瓦斯科·達伽馬是第一个通过海路到达印度的欧洲人。他最初的航行（1497－1499）是第一个以通过远洋航行来使欧洲和亚洲、大西洋和印度洋、西方和东方相连接的人。他最早于1524年9月11日抵达果阿，但在三个月后在科契去世。最终他的遗体被送回葡萄牙并在熱羅尼莫斯修道院进行埋葬。
这个城市有时也被称作为桑巴吉纳加尔。据政府历史记录记载，摩诃罗阇·希瓦吉的长子桑巴吉试图将这个城市的名字改为桑巴吉纳加尔，但并没有官方记录可证明此事。这可能是一些政治家采取的行动。

## 交通运输业
达伽马城有穿过印度的17A国道和17B国道，通过达·伽马城火车站、通过莫尔穆加奥港的海路或通过果阿國際機場进行空中交通运输，果阿邦因此成为大多数游客的主要中转枢纽之一。

## 工业
瓦斯科·达伽马城的大部分经济活动严重依赖港口进行对外贸易。在内陆地区开采的锰矿石通过在曼杜比河和祖阿里河上航行的驳船运往莫尔穆加奥，然后在莫尔穆加奥港口收集装载或使用转运船直接装载到船上，之后由MOHP（机械矿石处理厂）进行处理。这其中包括大型斗轮装载机和传送带设备。同时该港口设有靠近大型邮轮的停泊设施以及浮动干船坞。该市也设有大型矿业公司的运输和货运代理商或办事处。
经营的莫尔穆加奥港口Port Trust是达伽马城地区最大的雇主，在Headland Sada地区拥有完整基础设施，包括学校，住宅区和港口员工居住区。

## 旅游景点与文化
Bogmalo海滩距离达·伽马城约8（5.0英里）。这个海滩周边很危险，因为它有暗流。Hollant（Issorcim）和Baina是达·伽马城周围的两个较小的海滩。
除了附近的海滩，瓦斯科市几乎没有任何主要的旅游景点，除了拥有400年历史的熱羅尼莫斯修道院位于城市的入口处。机场附近的海军航空博物馆是一个比较受欢迎的旅游景点，印度有三个这样的博物馆。它通过飞机模型或其他展品甚至罕见的照片来介绍印度海军航空的演变和历史。
瓦斯科以每年一度的Shri Damodar Bhajani Saptah 展览而闻名，该展览会在Nag panchami节日之前的Shravan月印度农历日举行。

## 科研机构
印度国家南极和海洋研究中心（NCAOR） 是由地球科学部管理的研究和开发机构，该机构位于Headland Sada地区。它负责管理印度南极计划并维护印度政府的南极研究站迈特里站。除了用于进行海洋样品处理/分析的实验室外，它还拥有一个特殊的可以处理低温冰芯样品储存设施。它也是印度科学参与国际海洋发现计划（IODP）主持下的深海钻探研究的重点机构之一。

## 教育
- 皮拉尼的博拉理工学院在瓦斯科·達伽馬的Zuarinagar开设了第二个校区博拉理工学院瓦斯科校区。该校区提供工程学和科学的本科和研究生课程。
- 海军儿童学校（英语：Navy Children School）的一个校区在海军教育学会的支持下于1987年于达伽马城成立。印度还有八个类似的学校。

## 相关图片

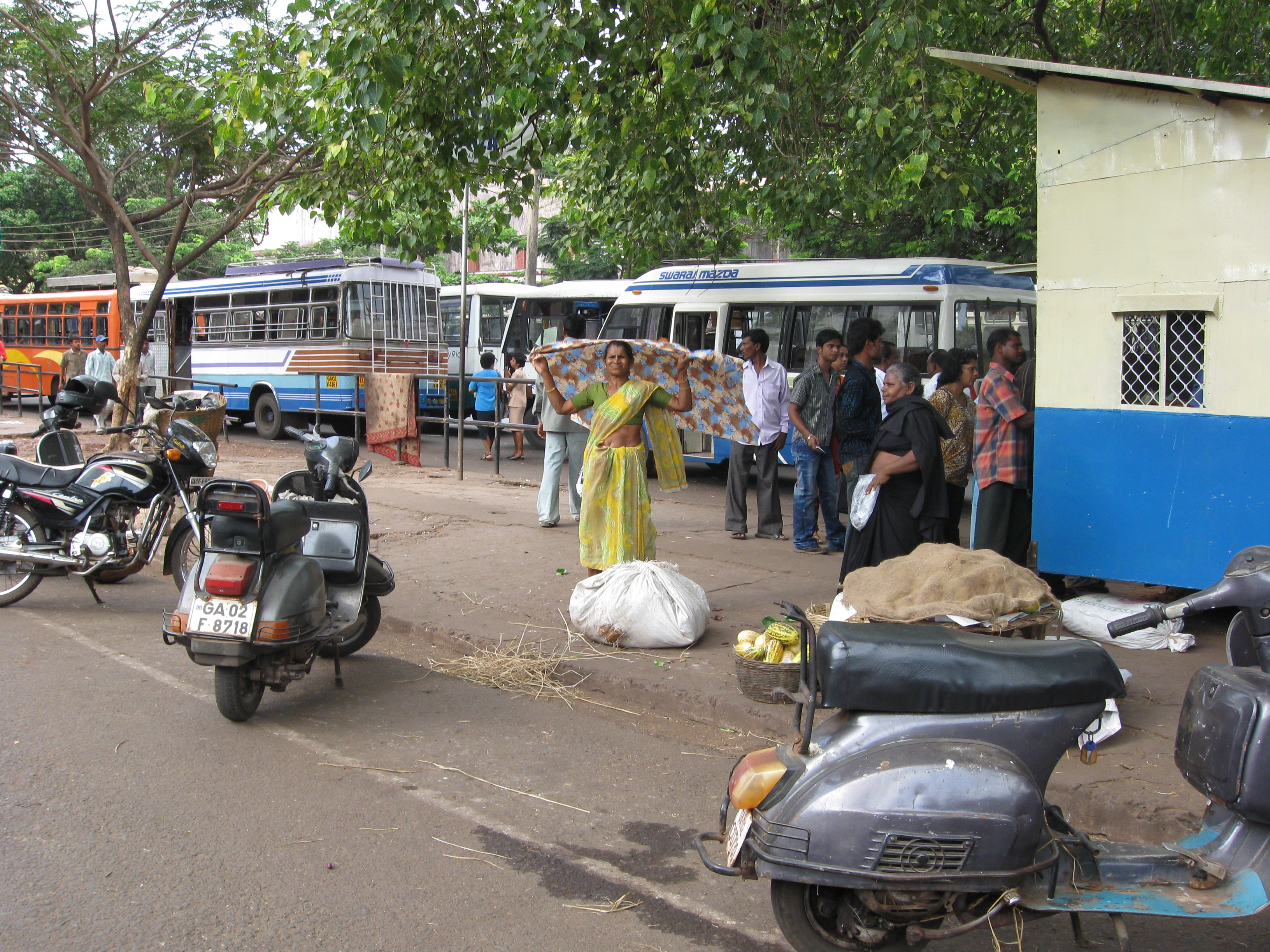
老汽车站
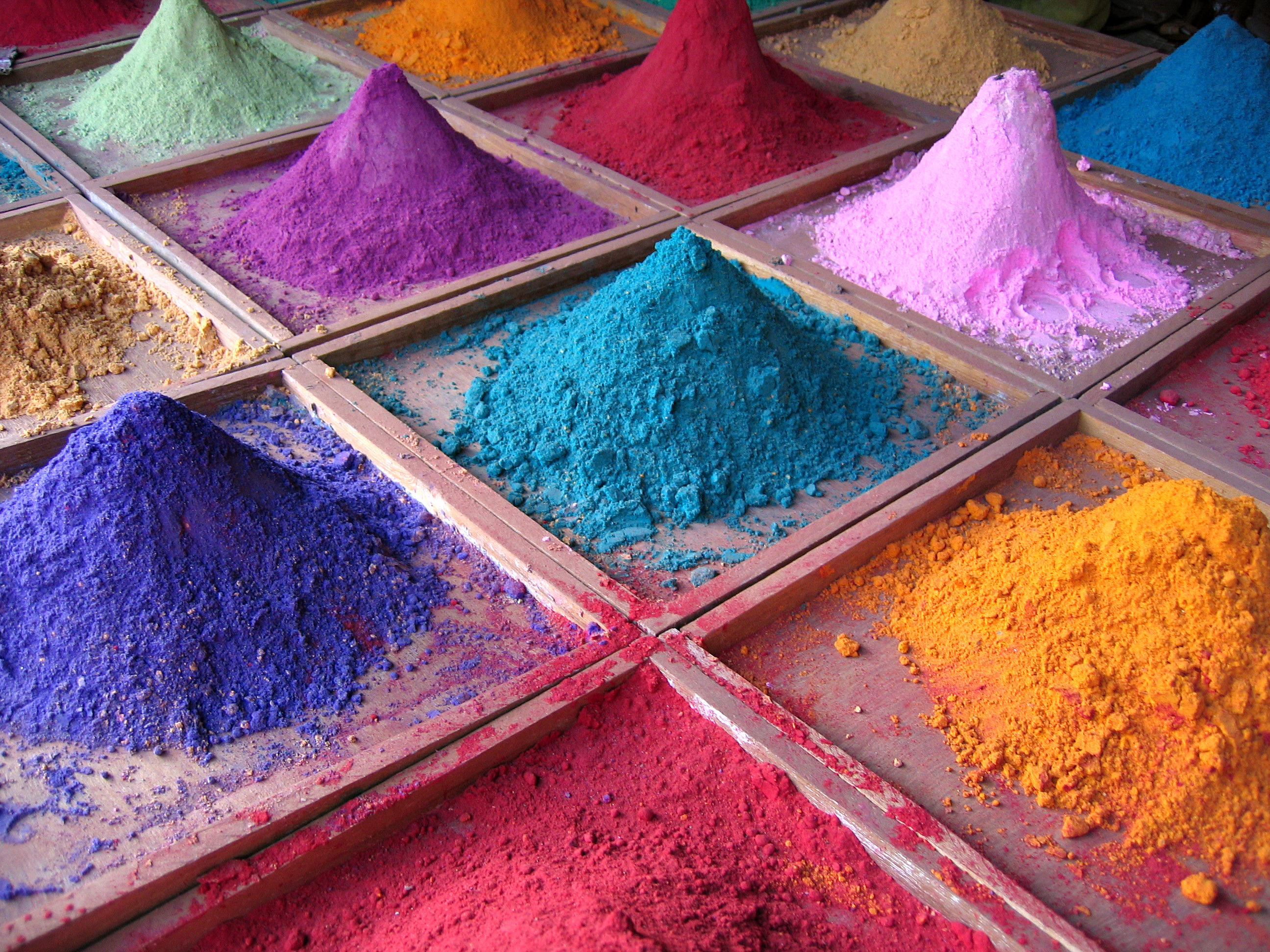
几种印度颜料
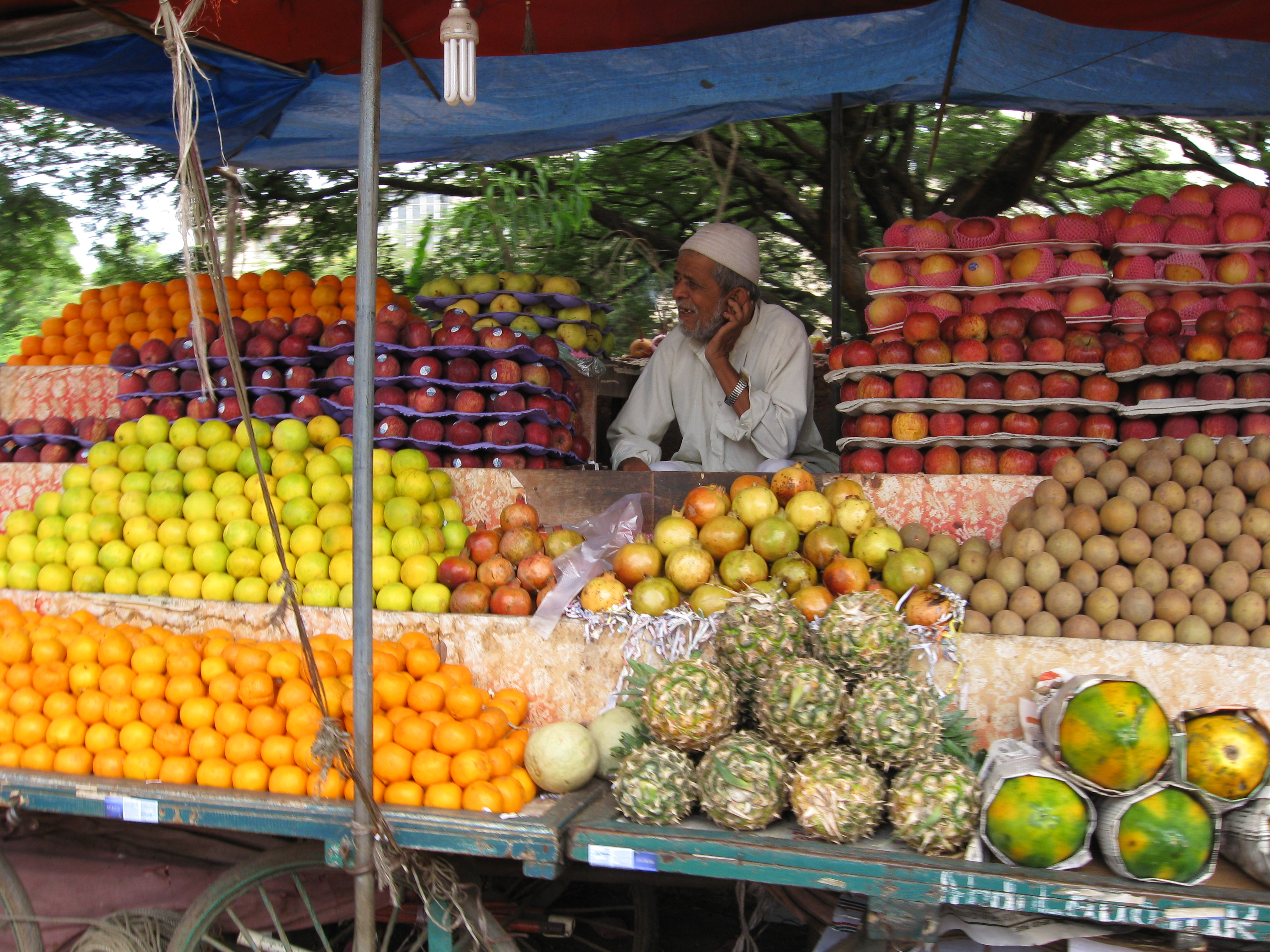
农贸市场
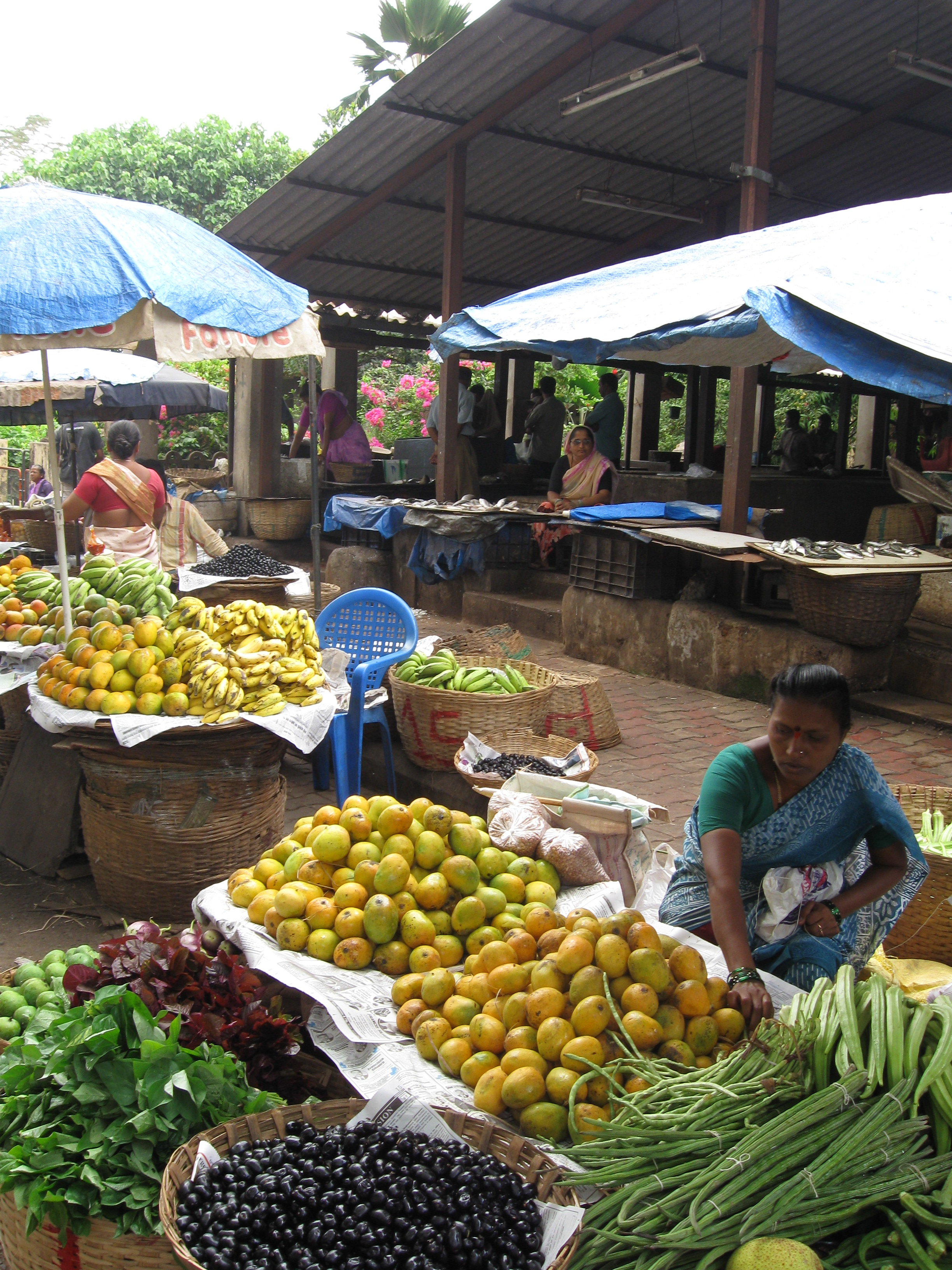
农贸市场
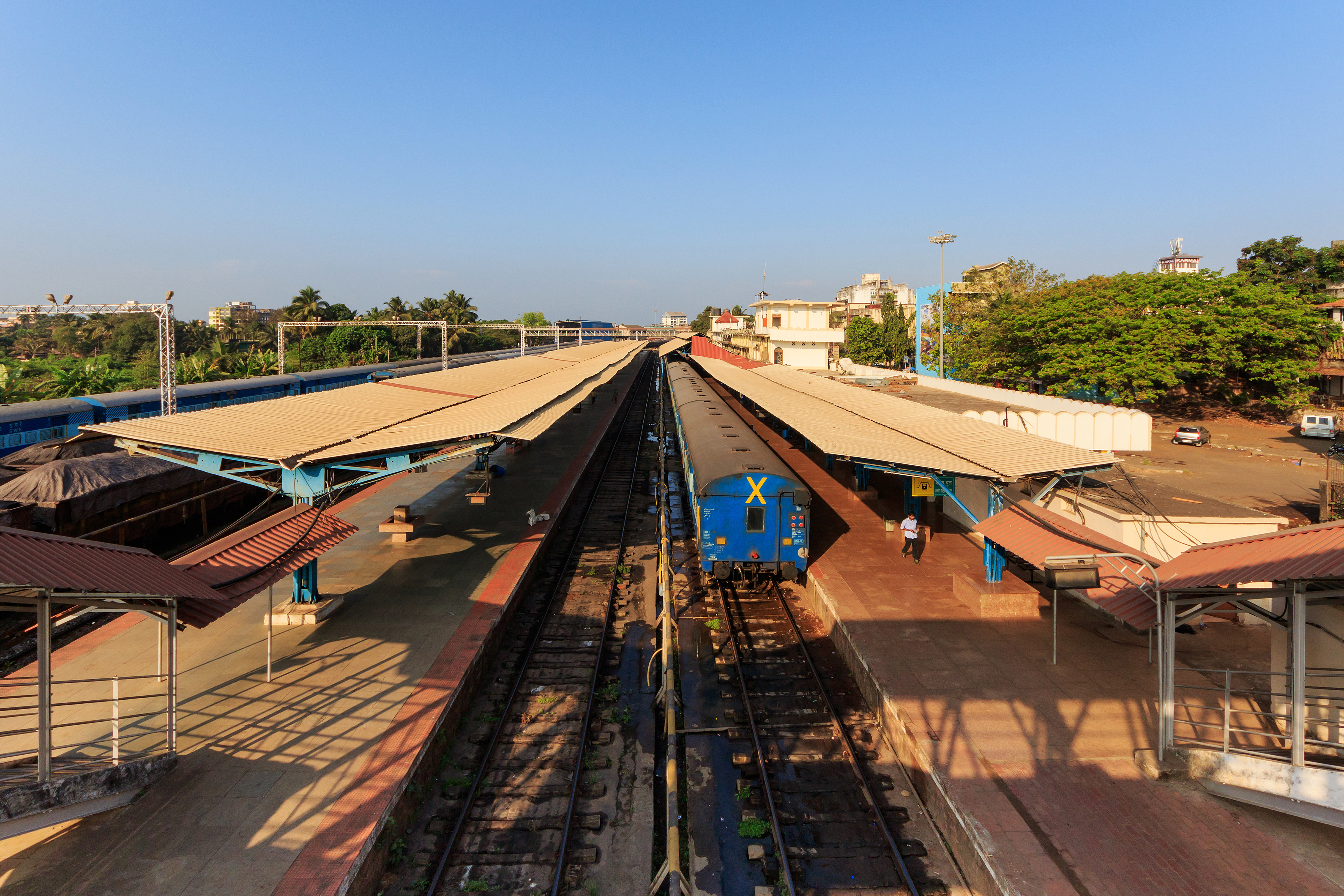
火车站
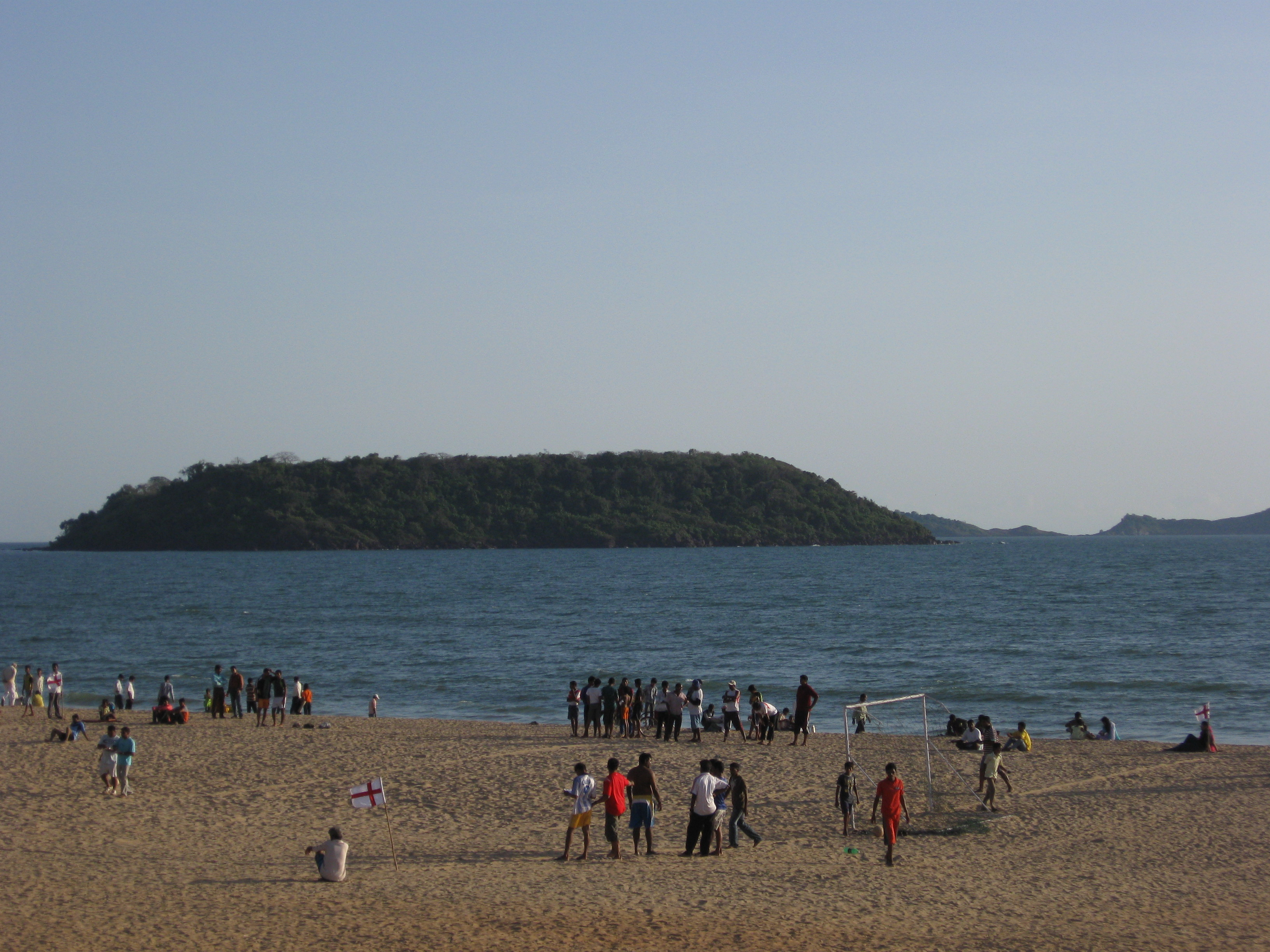
从Baina海滩向蝙蝠岛远眺
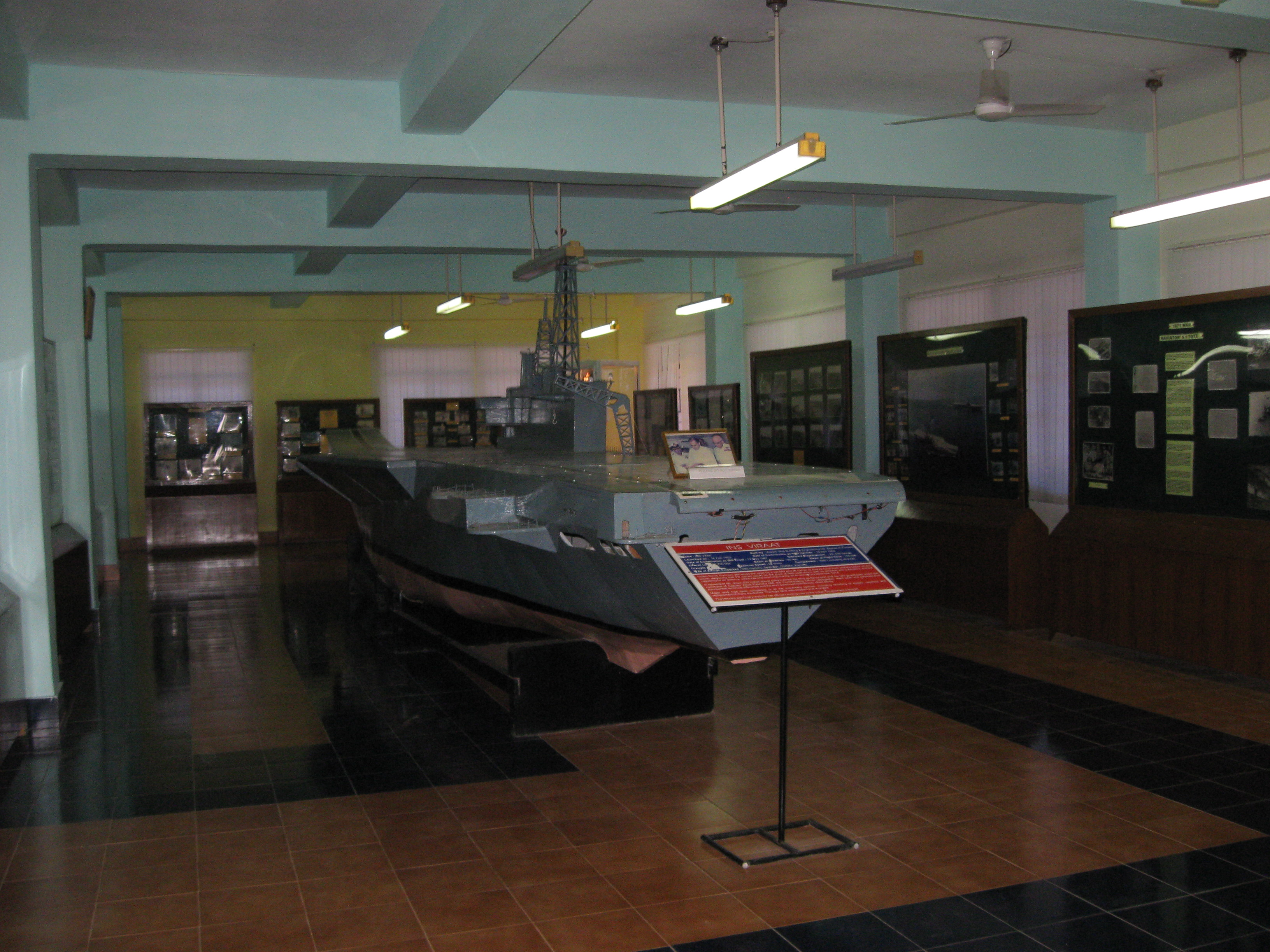
海军航空博物馆（英语：Naval Aviation Museum (India)）